# سور تروندلاغ
سور تروندلاغ (باللغة النرويجية: Sør-Trøndelag)، هي المقاطعة الجنوبية لمنطقة تروندلاغ في النرويج، يحدها كل من مقاطعة نورد تروندلاغ وموره و رومسدال وأوبلان وهدمارك، وإلى الغرب بحر النرويج (المحيط الأطلسي) وإلى الشرق السويد. يقسم المقاطعة خلل (فيورد) إلى قسمين شمالي وجنوبي ويسمى هذا الخلل تروندهايمسفيورد، يقطن أكثر من 200,000 شخص من سكان المقاطعة في مدينة تروندهايم وضواحيها. يتكلم سكان المقاطعة اللهجة النرويجية المعروفة باسم تروندشك.

## التسمية
تسمية سور تروندلاغ اُبتكرت سنة 1919 وهي تعني الجزء الجنوبي من تروندلاغ.
حتى عام 1919 كان اسم المقاطعة سوندرا تروندهيامس آمت (بالنرويجية Søndre Trondhjems amt) وتعني الجزء الجنوبي من تروندهيامس آمت. تروندهيامس آمت تأسست سنة 1662 وتم تقسيمها سنة 1804. 
علما أن آمت (بالنرويجية amt) هو شكل من أشكال التقسيم الإداري، كان شائعا قديما في شمال أروربا، لكن الآن لا يستعمل إلا في ألمانيا، أما تروندهيامس فهو الشكل القديم لتسمية تروندهايم.

## شعار النبالة
شعار النبالة اُعتمد حديثا سنة 1983، لكن تاريخه يعود لأبعد من ذلك، فهو ختم غاوتا إفارسون، رئيس أساقفة تروندهايم بين 1475 و1510.

## التاريخ
عاش الناس في سور تروندلاغ لآلاف السنين. المناطق الخصبة الواقعة بالقرب من خلل تروندهايمسفيورد كانت على الأرجح واحدة من أهم مراكز القوة في عصر الفايكنغ، حيث قُلد العديد من ملوك الفايكنغ مثل هارالد فيرهير وهاكون الأول في أورتينغات الواقعة على ضفاف نهر نيد، أما نيداروس (وهو الاسم القديم لتروندهايم) فقد كانت عاصمة النرويج خلال عصر الفايكنغ وظلت كذلك لغاية أوائل القرن الـ13. تروندهايم كانت أيضا مقرا لرئيس الأساقفة لعدة قرون، وأصبحت مقصدا هاما للزوار بعد وفاة القديس أولاف سنة 1030.
روروس، الواقعة في جنوب شرق المقاطعة، تعد واحدة من أهم مناطق التعدين في النرويج، وهي على قائمة اليونيسكو للتراث العالمي.

## الجغرافيا
تتشكل مقاطعة سور تروندلاغ من 25 بلدية، وتُقدر مساحتها الإجمالية بـ18,848 كيلومترا مربعا. تروندهايم هي أكبر مدينة والمقر الإداري في المقاطعة.
يقع خلل تروندهايمسفيورد في وسط المقاطعة، وإلى الشمال منه تقع شبه جزيرة فوسان. دوفرافيال وترولهايمن سلسلتان جبليتان تقعان جنوبا، أما أعلى قمة جبلية فهي ستروسكريمتن البالغ ارتفاعها 1985 مترا وتقع على الحدود بين ثلاث مقاطعات: سور تروندلاغ، أوبدلان وموره رومسدال.
أطول نهر في سور تروندلاغ هو نهر أروكلا، ويمر أيضا في مقاطعة هيدمارك.
يوجد في سور تروندلاغ واحدة من أفضل أنهر السلمون في أوروبا مثل غاولا وأوركلايلفا، كما يضم (بشكل جزئي) العديد من الحظائر الوطنية مثل: دوفرافيال-سوندالسفيالا، فورولهوغنا، سكارفان ورولتالدين، وفوموندسماركا.

### المناخ
يتأثر المناخ بشكل ملحوظ بالرياح، الرياح الجنوبية والشرقية يصاحبها الجو المشمس، أما الرياح الغربية فيصاحبها سقوط الأمطار. يترواح معدل هطول الأمطار السنوي بين 2,000 ملم في بعض مناطق فوسان، 850 ملم في تروندهايم، و500 ملم في أوبدال. تتميز المرتفعات بشتاء بارد مع تساقط الثلوج، أما المناطق الساحلية فتتميز بشتاء عاصف بسبب شدة هبوب الرياح. يتراوح متوسط درجة الحرارة المئوية في شهر يناير بين 1.5 في سولا بفرويا و-11.2 بروروس. لا تتباين درجات الحرارة بين مختلف مناطق المقاطعة خلال فصل الصيف مثلما يحدث في فصل الشتاء، وتعد المناطق المنخفصة السهلية أدفئ المناطق في فصل الصيف.

## الاقتصاد
من أهم النشاطات الاقتصادية الموجودة في المقاطعة: التعدين في روروس، وقد استمر هذا النشاط لأكثر من ثلاثة قورن ; الصيد في المناطق الساحلية ; الزراعة في المناطق الخصبة خاصة في سكاون، ميلهاوس، أوركدال، ميدترة غاولدال، مالفيك وتروندهايم. مدينة تروندهايم كانت ولازالت المركز الإداري والاقتصادي للمقاطعة، كما شهدت توسعا في مجال الصناعة التي تعتمد على المنتجات الفلاحية بالدرجة الأولى، إضافة إلى تطور خدمات التعليم والخدمات الصحية.

## النقل
ترتبط سور تروندلاغ بباقي المقاطعات بواسطة الطريق الأوروبي السريع E6 الواصل بين تروندهايم وأوسلو، كما يربط الطريق الأرووبي السريع E39 بين مقاطعتي سور تروندلاغ وموره ورومسدال.
يوجد في المقاطعة مطارين: مطار روروس ومطار أورلان، أما مطار تروندهايم (فارنس) فيقع في ستيوردال بمقاطعة نور تروندلاغ. تربط شبكة السكك الحديدية بلديات المقاطعة فيما بينها، كما تربط بين تروندهايم وأوسلو، وحتى ستورلاين بالسويد.
هورتيغروتن هو خط للنقل البحري، يربط بين تروندهايم وباقي البلديات والقرى مثل: بريكستاد، كيورسفيكبوغن، فولدان وهيترا. يشهد ميناء تروندهايم حركة أكبر للسفن خلال فصل الصيف.

## البلديات
تقسم مقاطعة سور تروندلاغ إلى 25 بلدية وهي:
| الترتيب | اسم البلدية    | عدد السكان | المساحة (كم2) |
| ------- | -------------- | ---------- | ------------- |
| 1       | تروندهايم      | 176٬008    | 324           |
| 2       | ميلهاوس        | 14٬841     | 660           |
| 3       | مالفيك         | 12٬550     | 162           |
| 4       | أوركدال        | 11٬276     | 567           |
| 5       | سكاون          | 6٬626      | 213           |
| 6       | أوبدال         | 6٬603      | 2٬207         |
| 7       | ريسا           | 6٬442      | 590           |
| 8       | ميدترة غاولدال | 6٬012      | 1٬817         |
| 9       | كلابو          | 5٬801      | 177           |
| 10      | روروس          | 5٬576      | 1٬764         |
| 11      | أورلان         | 5٬121      | 73            |
| 12      | بيوغن          | 4٬548      | 356           |
| 13      | فرويا          | 4٬314      | 230           |
| 14      | هيترا          | 4٬256      | 646           |
| 15      | هيمنا          | 4٬207      | 638           |
| 16      | سيلبو          | 4٬004      | 1٬147         |
| 17      | ميلدال         | 3٬929      | 597           |
| 18      | أوفيورد        | 3٬220      | 900           |
| 19      | رينيبو         | 2٬622      | 929           |
| 20      | هولتولن        | 2٬064      | 1٬177         |
| 21      | أغدينيس        | 1٬719      | 297           |
| 22      | أوسن           | 1٬033      | 371           |
| 23      | روان           | 999        | 357           |
| 24      | سنيلفيورد      | 998        | 490           |
| 25      | تيدال          | 859        | 1٬221         |
| المجموع | سور تروندلاغ   | 290٬547    | 18٬848        |

## معرض صور

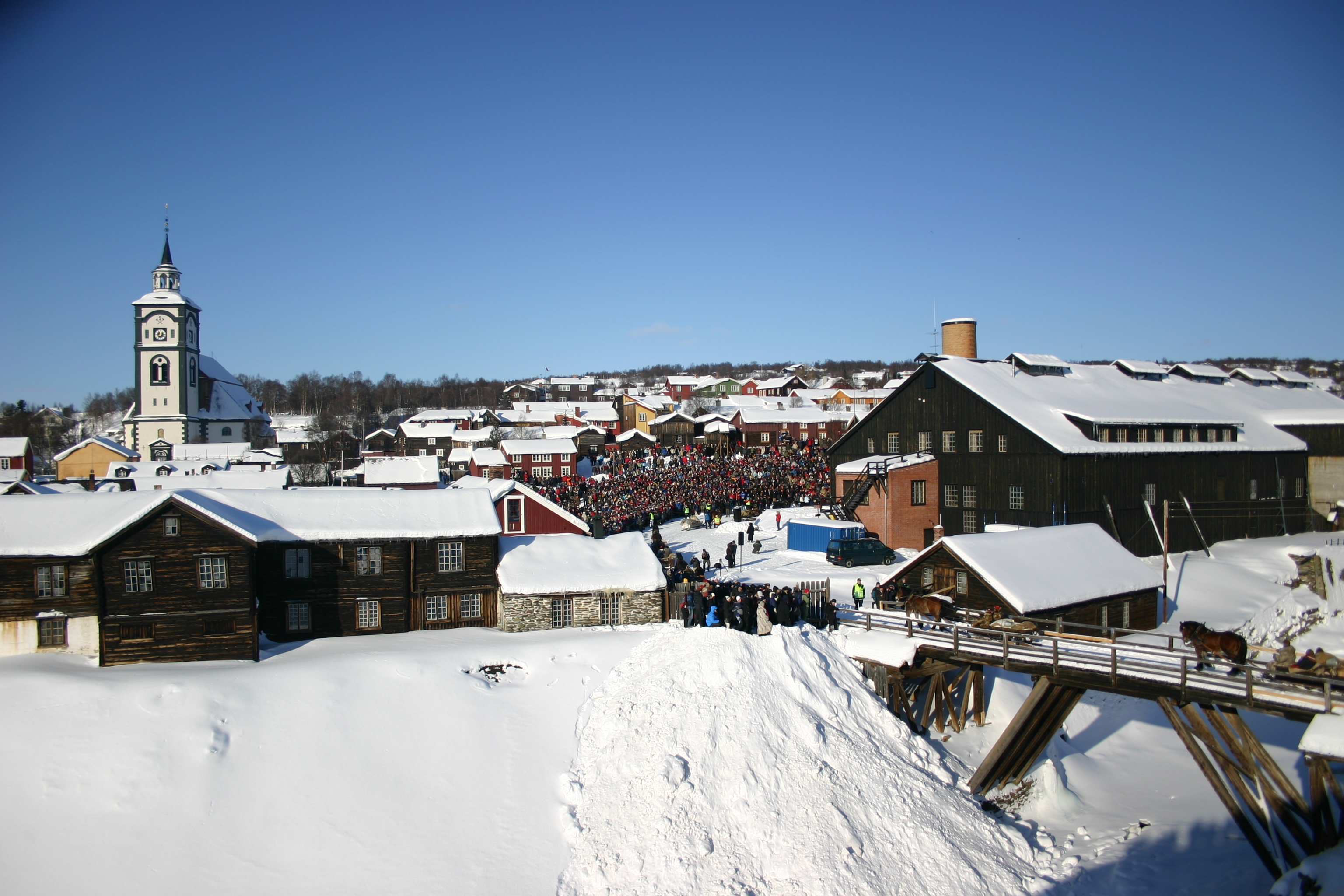
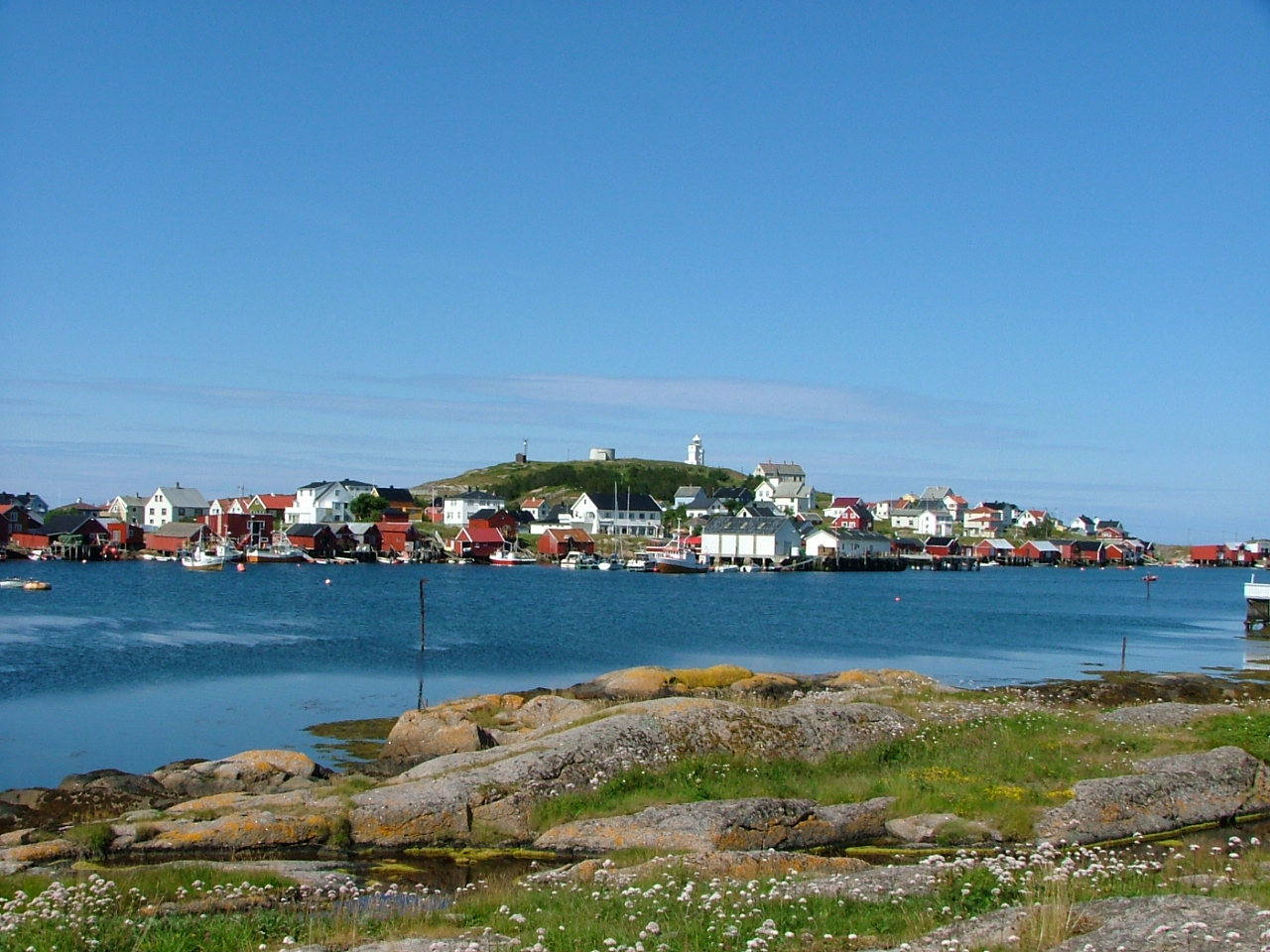
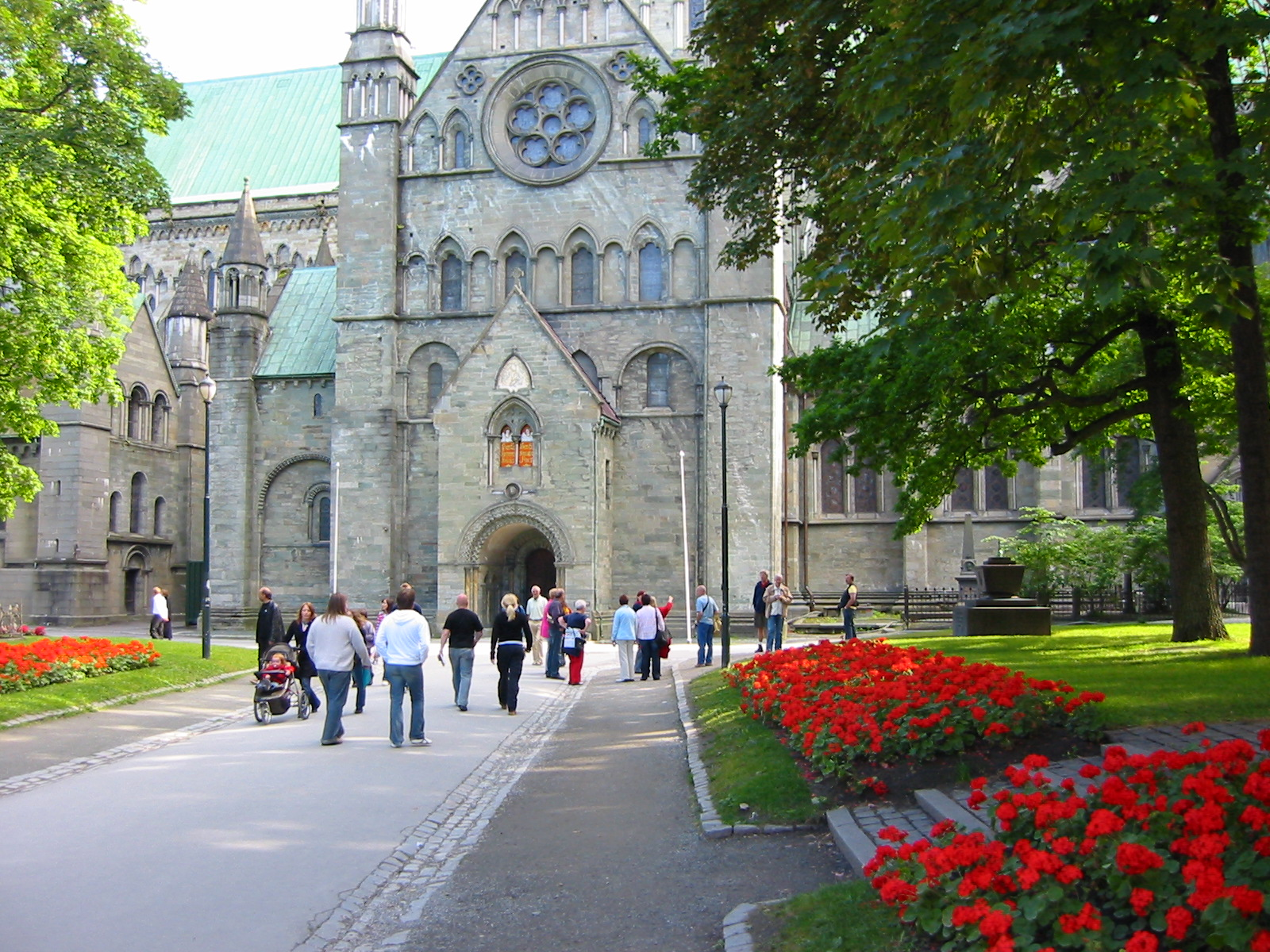
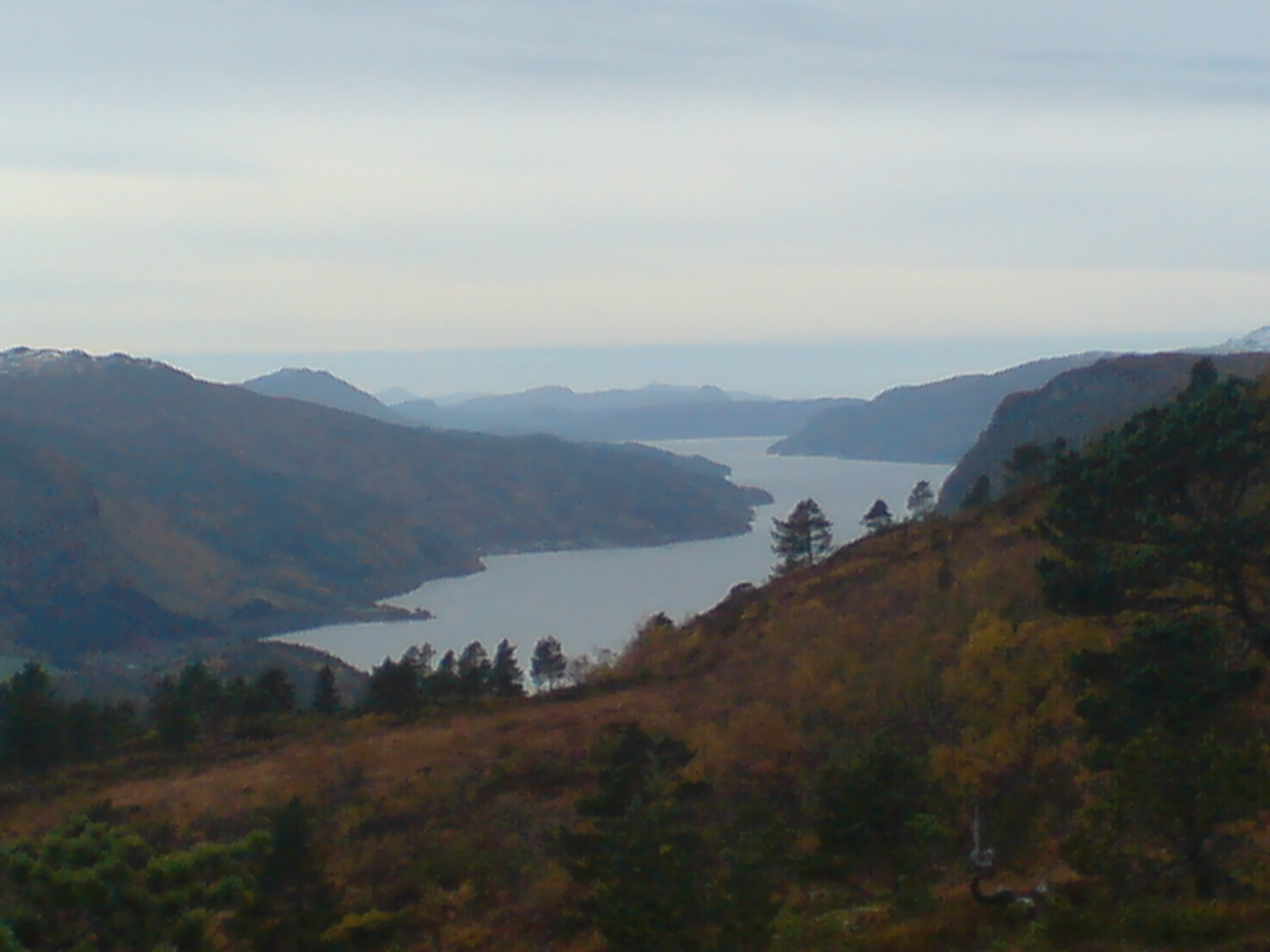